# Rusznyák Judit
Rusznyák Judit (Kazincbarcika, 1984. február 24. – ) magyar pornószínésznő és erotikus modell. Művészneve Peaches.

## Életrajz
2003-ban kezdte karrierjét pornószínésznőként. Több mint 130 leszbikus és softcore pornófilmben vett részt. 2006-ban megkaptam a Viv Thomas-díjat az „Az év nője” kategóriában, majd 2008-ban a VivThomas filmvállalat segítségével létrehozta a Lesbians-at-Home weboldalt.

## Díjak és jelölések
| Év   | Díj            | Eredmény | Kategória                        | Munka             |
| ---- | -------------- | -------- | -------------------------------- | ----------------- |
| 2006 | Viv Thomas-díj | Győztes  | Az év nője                       | –                 |
| 2009 | AVN-díj        | Jelölés  | Az év külföldi női előadója      | –                 |
| 2009 | AVN-díj        | jelölés  | Legjobb szexjelenet párban nővel | Inside Peaches    |
| 2009 | AVN-díj        | jelölés  | Legjobb szóló szexjelenet        | Sticky Fingers    |
| 2011 | Miss FreeOnes  | Jelölés  | A legjobb európai csaj           | –                 |
| 2011 | Miss FreeOnes  | Jelölés  | Legjobb hivatalos webhely        | sweet-peaches.net |
| 2011 | AVN-díj        | Jelölés  | Legjobb szexjelenet párban nővel | Budapest          |
| 2014 | Miss FreeOnes  | Jelölés  | Legjobb felnőtt modell           | –                 |
| 2014 | Miss FreeOnes  | Jelölés  | Miss FreeOnes                    | –                 |

## Fordítás
- Ez a szócikk részben vagy egészben  a   Peaches (actriz porno) című spanyol Wikipédia-szócikk ezen változatának fordításán alapul.  Az eredeti cikk szerkesztőit annak laptörténete sorolja fel. Ez a jelzés csupán a megfogalmazás eredetét és a szerzői jogokat jelzi, nem szolgál a cikkben szereplő információk forrásmegjelöléseként.